# Tetela del Volcán
Tetela del Volcán är en ort i Mexiko.   Den ligger i kommunen Tetela del Volcán och delstaten Morelos, i den sydöstra delen av landet, 70 km sydost om huvudstaden Mexico City. Tetela del Volcán ligger 2 222 meter över havet och antalet invånare är 10 199.
Terrängen runt Tetela del Volcán är bergig. Runt Tetela del Volcán är det ganska tätbefolkat, med 80 invånare per kvadratkilometer. Närmaste större samhälle är Ozumba de Alzate, 17,4 km norr om Tetela del Volcán. I omgivningarna runt Tetela del Volcán växer huvudsakligen savannskog.